# Bonsaï
Pour les articles homonymes, voir Bonzai (homonymie).
 (décembre 2023).
Si vous disposez d'ouvrages ou d'articles de référence ou si vous connaissez des sites web de qualité traitant du thème abordé ici, merci de compléter l'article en donnant les références utiles à sa vérifiabilité et en les liant à la section « Notes et références ».

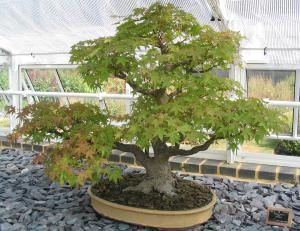
Bonsaï d'érable palmé dans les jardins de Kew à Londres.

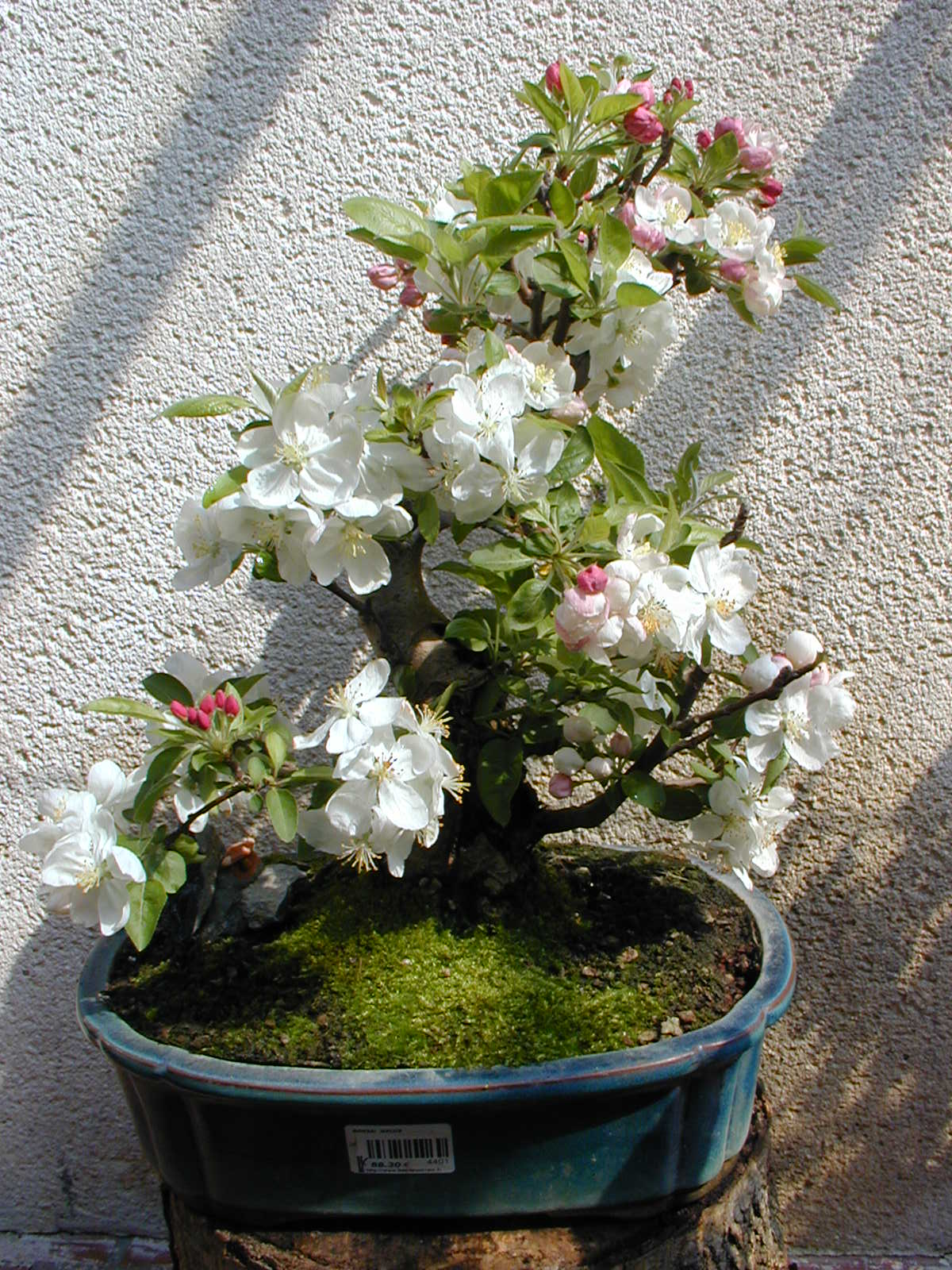
Pommier en floraison.

L'art du bonsaï (盆栽, bonsai), ou bonzaï, est la culture miniaturisée d'un arbre ligneux (à écorce) en pot. C'est un art majeur japonais qui est issu d'un art botanique chinois ancien appelé penjing (qui deviendra bonkei en Japonais). Il consiste à créer des paysages miniatures en pot avec des minéraux et des végétaux. 
Les caractères chinois désignant l'art du bonsaï japonais se prononcent en chinois mandarin pénzāi, et désignent en chinois jeunes végétaux dans un pot/récipient.  
Les mêmes caractères chinois sont prononcés bonne-saille en japonais et désignent l'art de cultiver un arbre (seul) en pot et lui donner un aspect vénérable tel qu'on pourrait le retrouver dans la nature, selon des techniques et règles développées au Japon. 
L'art du penjing chinois (paysage miniature) est introduit vers l'an 700 au Japon. Cette pratique se retrouve également dans les cultures d'autres pays de cette région du monde, comme le Vietnam ou la Corée sous l'influence chinoise. Elle sera développée et codifiée par les Japonais pour devenir l'art du bonsaï tel que nous le connaissons aujourd'hui.
En bonsaï, l'arbre est miniaturisé par application de différentes techniques (taille des branches et racines, gestion des apports nutritifs…) et modelage de la forme par ligature. Le but en est une recherche esthétique d'un arbre vénérable de pleine nature mais en pot.

## Terminologie et étymologie
Le terme français est la translittération du mot japonais bonsai (盆栽), lui-même transcription du terme chinois : 盆栽 ; pinyin : pénzāi. Ce terme signifie littéralement une « jeune plante (généralement un arbre ou un arbuste) cultivée dans un pot » (ch. & jap. : 盆 ; py : pén ;  bon signifiant pot ou bassin et ch. & jap. : 栽 ; py : zāi ;  sai, plante) en chinois. Le mot est prononcé [bõ̞säi] en japonais (transcription phonémique : /boɴsai/), et non [bõ̞zäi] (transcription phonémique : /boɴzai/) comme on le prononce le plus souvent en français, ce qui a donné la forme écrite bonzaï qui est une erreur phonétique, puisque la bonne prononciation en Français est "bonne-saille".
Ce terme japonais est dérivé du chinois : 盆栽 ; pinyin : pénzāi ; litt. « planter, prendre soin de plantes dans un pot »), également traduit en coréen : 분재, bunjae et en vietnamien bồn tài , variation du penjing (chinois : 盆景 ; pinyin : pénjǐng ; litt. « paysage en pot »). La culture en pot de plants nanifiés apparait en effet dans la culture chinoise, puis japonaise, coréenne et vietnamienne.

## Histoire
La culture des plantes dans des pots a débuté en Égypte il y a environ quatre mille ans, essentiellement pour des raisons pratiques, d'utilité et de mobilité. Les Grecs, Babyloniens, Perses et Indiens en copièrent la technique. Les Chinois furent les premiers à cultiver des arbres dans des pots dans un but esthétique, à l'ère de la dynastie des Han (206 av. J.-C. à 220 apr. J.-C.). À cette époque, on ne parlait pas encore de bonsaï mais de penjing (盆景, pénjǐng) (représentation d'un paysage dans une coupe de végétaux et de minéraux). Peu après, sous la dynastie Qin (220 - 581) apparurent les 盆栽, pénzāi (jeune végétaux unique dans un récipient). Aujourd'hui, en Chine, la tradition des penjing se perpétue et est appelée en japonais bonkeï.
Pour preuve de l'existence de cet art à cette époque, en 1971, des archéologues ont découvert dans la tombe du prince Zhang Huai, décédé en 705 sous la dynastie Tang (618 à 907), une fresque peinte sur les parois de sa tombe. Elle représente deux valets portant, l'un un paysage en miniature, et l'autre un vase en forme de lotus, contenant un arbre avec des feuilles vertes et des fruits rouges.
L'art du bonsaï tel que nous le connaissons aujourd'hui en Occident a été développé et codifié Japon. Le bonsaï aurait été introduit au Japon à l'époque de Heian (794-1192). Un événement marque la fin du XIe siècle : l'entrée du bouddhisme zen au Japon. Des influences nouvelles venues de Chine apparaissent au Japon, imprégnant principalement les hautes classes de la société. Durant la période de Kamakura (1192 à 1333), les bonsaïs sont assimilés à des objets d'art. Ils symbolisent l'éternité et l'harmonie entre l'être humain et la nature. Ils sont signe de grandeur pour les seigneurs de l'époque et les nobles de la cour. Objets de luxe, ils évoquent un nouvel état d'être dont le raffinement est poussé à l'extrême.
Au XIIe siècle, le zen joue un rôle important dans l'art des jardins nippons. Ce fait est confirmé par le célèbre rouleau du moine bouddhiste Honen Shonin, de la période Kamakura, et la représentation de petits arbres alignés dans des coupes. Les œuvres de ce moine retracent surtout la vie à la période Heian (794 à 1191). On peut donc en conclure que cet art apparut au Japon au plus tard en l'an 800.
Au XVIe siècle, la classe marchande prend son essor et étudie à son tour le raffinement de cet art de vivre. Les bonsaïs à cette époque sont assez grands si on en juge par les gravures et peintures les représentant. Ils pouvaient s'élever à 1,40 m. Les bonsaïs se dressaient souvent en forme de pyramide, très arqués.
Sous la dynastie Yuan, des ministres et des marchands japonais ramènent des arbres dans leur pays. Cependant cet art n'est réellement intégré à la culture japonaise que lorsqu'un fonctionnaire chinois, Chu Shun-sui, fuyant la domination mandchoue en 1644, emporte sa collection avec lui. Il initie quelques Japonais à la culture des futurs arbres en pot appelés bonsaï.
Le XVIIe siècle est l'époque des grandes créations, comme la villa impériale de Katsura (au sud-ouest de Kyoto). L'art du bonsaï (ou Pun-saï) gagne une popularité encore plus étendue durant toute l'époque d'Edo, qui se confirme au XVIIIe siècle. Cependant, les principaux styles sont déjà connus des éleveurs de l'époque. Le choix des arbres se porte sur un grand nombre de conifères et d'arbrisseaux couramment utilisés par ailleurs. Les bonsaïs sont installés dans des grands vases en céramique, finement travaillés, aux couleurs vives et brillantes.
Au XIXe siècle, avec le début de l'ère Meiji, les échanges commerciaux se font plus nombreux. Ainsi, les voyageurs et les grands collectionneurs européens transportent du Japon une grande quantité de plantes et d'arbustes peu connus en Europe. La vogue de l'orientalisme fait connaître les bonsaïs en Europe. Ces arbustes souvent centenaires se transmettent en héritage comme un bien précieux et symbolisent pour les Européens le raffinement nippon. Vu la patience requise pour sa taille et son entretien, le bonsaï devient, à partir de l'ère Meiji (1868-1912), le passe-temps favori des hommes du troisième âge qui disposent de suffisamment de temps libre.
Pendant longtemps les bonsaïs sont réservés aux classes dominantes, féodales et religieuses, appréciant surtout les bonsaïs colorés. Aujourd'hui, ce n'est plus le cas et bon nombre de Japonais s'adonnent à la culture des bonsaïs. De nos jours, les bonsaïs centenaires ne sont plus exportés et restent au Japon. Ils font partie du patrimoine national, légués de père en fils. Les bonsaïs font l'objet d'un commerce très florissant au Japon. Mais aujourd'hui les Japonais ne sont plus les seuls à les cultiver.
La première exposition nationale de bonsaïs à Tokyo date de 1914. La culture des bonsaïs n'a été reconnue comme art au Japon qu'en 1934. Depuis lors, une exposition annuelle se déroule au musée d'Art de la capitale.
En Europe, les bonsaïs ont été introduits pour la première fois lors de l’Exposition Universelle de Vienne en 1873, en Autriche. 
Lors de la troisième exposition universelle de Paris, en 1878, cet art japonais connu un engouement et un développement exceptionnel. 
Une exposition privée en 1909 à Londres eu également un grand succès. 
La première allusion aux bonsaïs est faite par Elie-Abel Carrière (1818-1896), rédacteur en chef de la revue horticole, après l’exposition universelle à Paris en 1878. Puis par Paul Sédille dans la Gazette des Beaux-Arts de septembre 1878. 
En 1902, Albert Maumené publie le premier essai sur l'art bonsaï et rédige ainsi le premier livre non-japonais ou chinois entièrement consacré à l’art du bonsaï et à sa culture.
En 1904, Henri Coupin le mentionne dans son ouvrage Les Plantes originales. Des documents d'archives montrent que les bonsaïs avaient alors des formes différentes des bonsaïs modernes. Leur codification actuelle date d'après la dernière guerre mondiale, et a été principalement répandue par John Naka.
En Europe, si la culture d'arbres en pot existait déjà au Moyen Âge (cf. les orangeraies), personne n'avait jamais tenté de recréer la nature à une si petite échelle. Les deux types de culture n'ont guère de rapports. Les bonsaïs ne font pas partie des arts topiaires, bien que les bonsaïs, vietnamiens principalement, guidés dans leur croissance par des fils métalliques, aient à une époque représenté des formes animalières.
Aux États-Unis, pendant et après la Seconde Guerre mondiale, des bonsaïs sont importés massivement du Japon. À partir de 1965, les bonsaïs sont importés en grande quantité en Europe par Gerritt Lodder, aux Pays-Bas, puis par P. Lesniewicz, en Allemagne. Grâce à Rémy Samson, les bonsaïs font leur apparition en France, où ils connaissent un grand succès à partir du milieu des années 1980.

## Techniques
Le plant d'arbre (ou d'arbuste) est miniaturisé et modelé par l'être humain au moyen de différentes techniques : coupe de la cime (bourgeons apicaux), régulation des apports nutritifs (eau, dosage des engrais), coupe régulière des racines et branches.
Les feuilles (ou aiguilles des conifères) des arbres sont également nanifiées (miniaturisées) : notamment par des défoliations partielles ou complètes, le pinçage (coupe de bourgeons terminaux ou chandelles), un contrôle des conditions d'ensoleillement et une limitation des nutriments azotés.
La forme des branches est modelée typiquement par la taille (coupe régulière des bourgeons et des débuts de branche), par des techniques de ligature des branches (tuteur métallique ou ficelle) et par l'orientation du pot (favorisant la croissance dans une certaine direction). Par exemple, la croissance dans un pot très incliné donnera l'apparence naturelle d'un arbre penché (battu par le vent), une fois le pot remis à l'horizontale.
Le pied de l'arbre (nebari) est modelé par exemple par des techniques de taille des racines (ou d'incision du tronc), le déterrage des racines supérieures, le choix d'orientation (implantation) du végétal dans un nouveau pot. La racine pivot peut être coupée ou bien un caillou enterré sous le pied de l'arbre, afin de forcer la croissance des racines vers la surface.
Le bois des branches mortes, l'écorce et les cicatrices de coupe peuvent également être sculptés (voire teintés), afin d'imiter les couleurs et formes naturelles des vieux arbres (création d'un jin).
Les fleurs et les fruits de ces arbres sont de taille relativement normale. La fructification d'un bonsaï est contrôlée (coupe, tuteur, nutriments), afin de limiter l'affaiblissement de l'arbre et le risque de casse de branches, en raison de fruits trop gros et nombreux par rapport à la taille de l'arbre.
La qualité du substrat, la « terre du bonsai », permet de contrôler les apports nutritifs, les risques de maladie et la croissance racinaire. Le substrat doit faciliter le drainage de l'eau (éviter le pourrissement des racines), l'aération des racines et la rétention d'eau.

## Classification

### Dimensions
Les bonsaïs sont habituellement groupés en trois catégories, selon leurs dimensions. De nombreux termes japonais distinguent avec précision les différents paliers, mais on les classe souvent d'après « le nombre de mains » qu’il faut pour les transporter.

#### Mame ou Shôhin
Bonsaï à une main (jusqu'à 13 cm pour les Mame, et jusqu'à 21 cm pour les Shôhin), souvent fascinant pour l’amateur, on parle souvent de mini-bonsaï. Cette taille restreint de manière importante le nombre des variétés susceptibles d’être travaillées en mame : de trop grandes feuilles qui seraient difficilement réductibles donneraient à l’arbre une disproportion inesthétique.
La culture est plus délicate que pour un arbre plus grand : le pot à bonsaï étant de petite taille, la terre s’assèche très rapidement et demande des soins constants : ainsi, en été, plusieurs arrosages quotidiens sont nécessaires.
Les variétés les plus répandues sont les suivantes : Acer palmatum, Buxus, Carmona, Cotonéaster, Juniperus chinensis, Lonicera nitida, Pinus pentaphylla, Portulacaria, Serissa, Ulmus parvifolia.

#### Kotate-mochi ou Komono
Bonsaï à deux mains, de 15 à 60 cm, jusqu’à 30 cm, puis Chūmono jusqu’à 60 cm, il est sans doute le plus répandu parmi les amateurs. Sa taille permet de travailler sa structure et sa ramification avec davantage de finesse, et donne ainsi plus de liberté créatrice au bonsaïka (pratiquant de l'art du bonsaï). À peu près toutes les variétés conviennent à cette catégorie.

#### Ômono
Bonsaï à quatre mains (il faut en effet deux personnes pour porter ces grands bonsaïs), de 60 cm à 1,20 m, voire plus, il était autrefois au Japon un signe de prospérité du propriétaire. Il reste un bonsaï imposant et souvent vénérable par son âge.

### Styles
Les bonsaïs généralement vendus dans la grande distribution possèdent, du fait de leur mode de production, un défaut majeur : outre les grosses plaies souvent inaltérables, ils se ressemblent tous. Il est difficile de conférer une dimension artistique à des végétaux cultivés de manière industrielle. Il existe une classification des bonsaïs en fonction de la forme qui leur est donnée.
Bien souvent, un bonsaï fait partie de plusieurs styles distincts, il n’existe aucune règle rigide dans la création d’un bonsaï du point de vue esthétique.
La création des styles renvoie constamment aux formes des arbres dans la nature ; les professionnels conseillent d’ailleurs de ne pas s’inspirer de la forme d’autres bonsaïs, mais directement des arbres dans la nature.
Le bonsaï ne cherche pas le mimétisme avec la nature, mais l’évocation en miniature de la puissance de l’arbre : il doit posséder l'essence d’un grand arbre.
Les styles ne sont pas classés par ordre d'importance, cela étant sujet à controverse ; néanmoins, les premiers styles sont les plus courants.

#### Chokkan

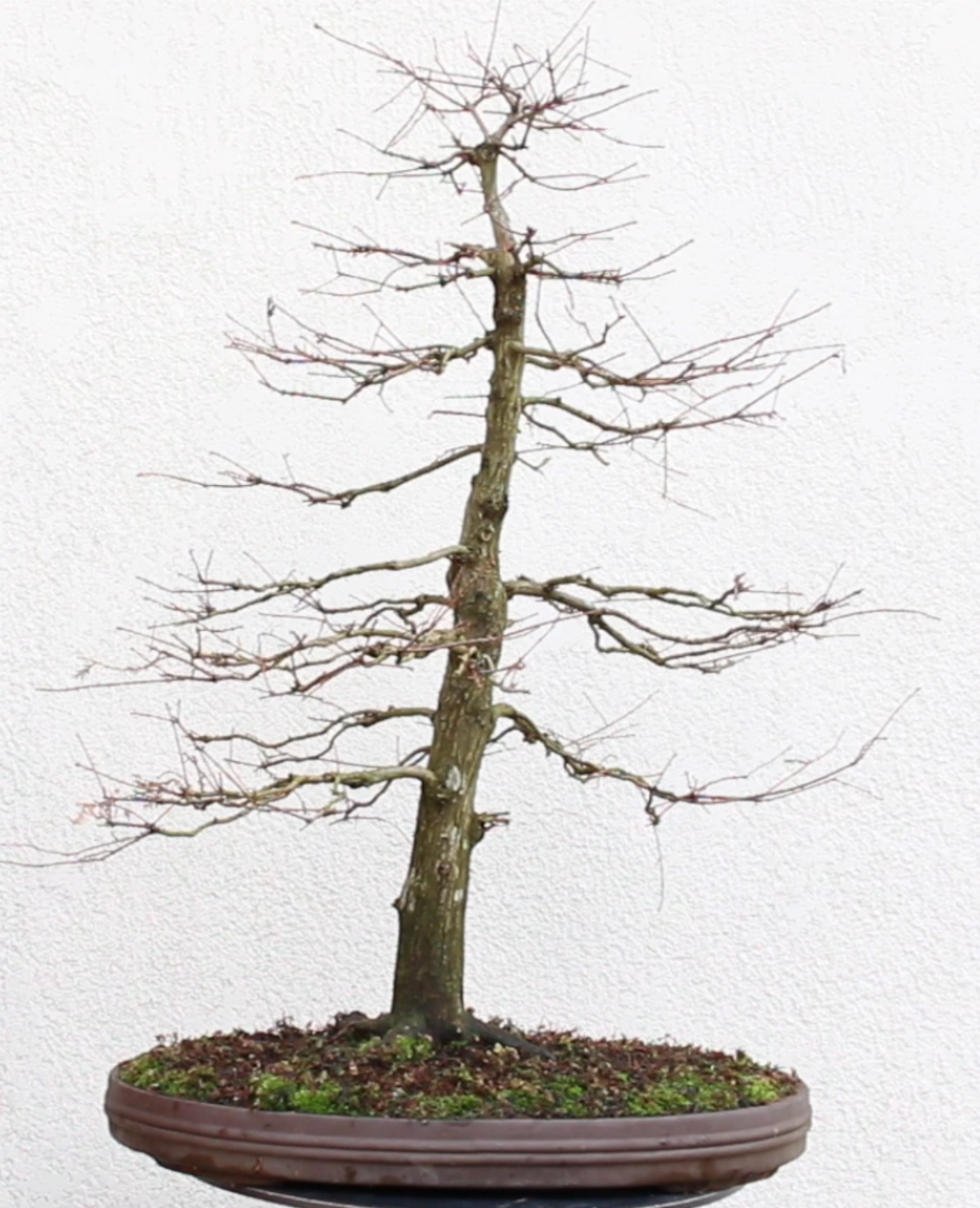
Cyprès chauve de style Chokkan.

Le style Chokkan possède un tronc droit formel. Très apprécié des puristes, la ligne que dessine le tronc est difficile à obtenir, et doit être conique tout en restant parfaitement droite. Il ne doit pas y avoir d’angle ni de rupture de conicité et le tronc doit se voir de loin. La base ou le nebari de l'arbre doit être le plus large possible. Les branches commencent au quart de la hauteur de l’arbre et sont réparties tout autour du tronc. La cime est bien distincte, formée d’une seule branche. La première branche, est la plus longue. La direction des branches reste relativement droite. La tête de l’arbre est légèrement penchée vers l’observateur.
Pour certaines espèces, il s'agit de leur forme naturelle ; on la retrouve par exemple dans certaines forêts comme celle des Landes en France ou encore celle de la Forêt-Noire en Allemagne. Cette forme est très bien adaptée pour les conifères et plus rarement pour les feuillus.

#### Tachiki

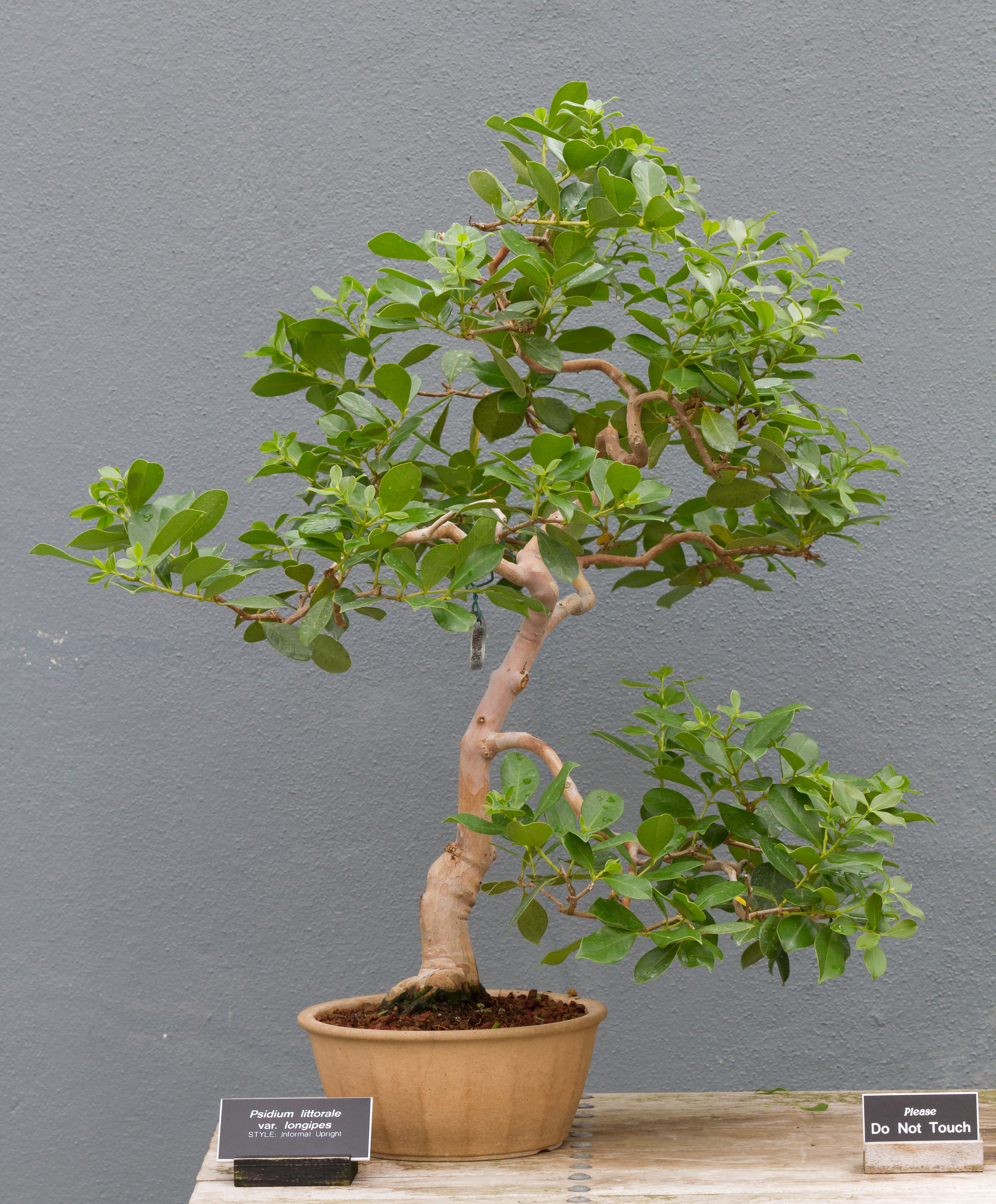
Psidium littorale var. longipes style Tachiki — BBG.

Le style Tachiki (ou Moyogi) possède un tronc droit informel. Le tronc révèle quelques courbes, il est parfois le résultat d’un Chokkan raté ; néanmoins, l’arbre peut être très esthétique.

#### Shakan
Le style Shakan possède un tronc incliné comme penché par le vent ; situation observable dans les régions côtières.

#### Kengai
Le style Kengai possède un tronc en cascade, qui retombe en dessous du pot. De nombreux arbres poussant à flanc de montagne donnent l’impression de « tomber dans le vide ».

#### Han-Kengai
Le style Han-Kengai possède un tronc en semi-cascade ; en général, le sommet de l’arbre le plus bas ne dépasse pas le bord du pot. On voit dans certains cas un autre sommet qui monte mais reste cependant assez bas.

#### Bankan
Le style Bankan possède un tronc tortueux s’enroulant sur lui-même en torsade. C’est l’image que les gens se font des bonsaïs, en France du moins : « un arbre qui souffre », il est vrai qu’il s’inspire des arbres qui ont eu des difficultés dans leur croissance.

#### Bunjingi
Le style Bunjingi se dit aussi style du lettré, du fait que ses créateurs étaient des personnages de l'aristocratie. Ce style se distingue fortement des autres. Le tronc mince reste dénudé sur une grande partie avant de montrer quelques masses de feuillages uniquement dans la partie aérienne. L’ensemble donne une impression de légèreté et une grande élégance. En France, on peut le comparer au pin sylvestre ou au pin laricio de Corse.

#### Hôkidachi
Le style Hôkidachi possède une forme de balai. Le tronc droit distribue tout le feuillage à partir du même point. La hauteur de l’arbre est égale à trois fois la hauteur du tronc au maximum. Le feuillage se répand de part et d’autre dessinant un rond ou un ovale. Le Zelkova carpinifolia (ou Zelkova serrata) est l'arbre représentatif de ce style dans la nature, ainsi on le traite souvent en bonsaï, sa ramification fine met en valeur ce style en hiver.

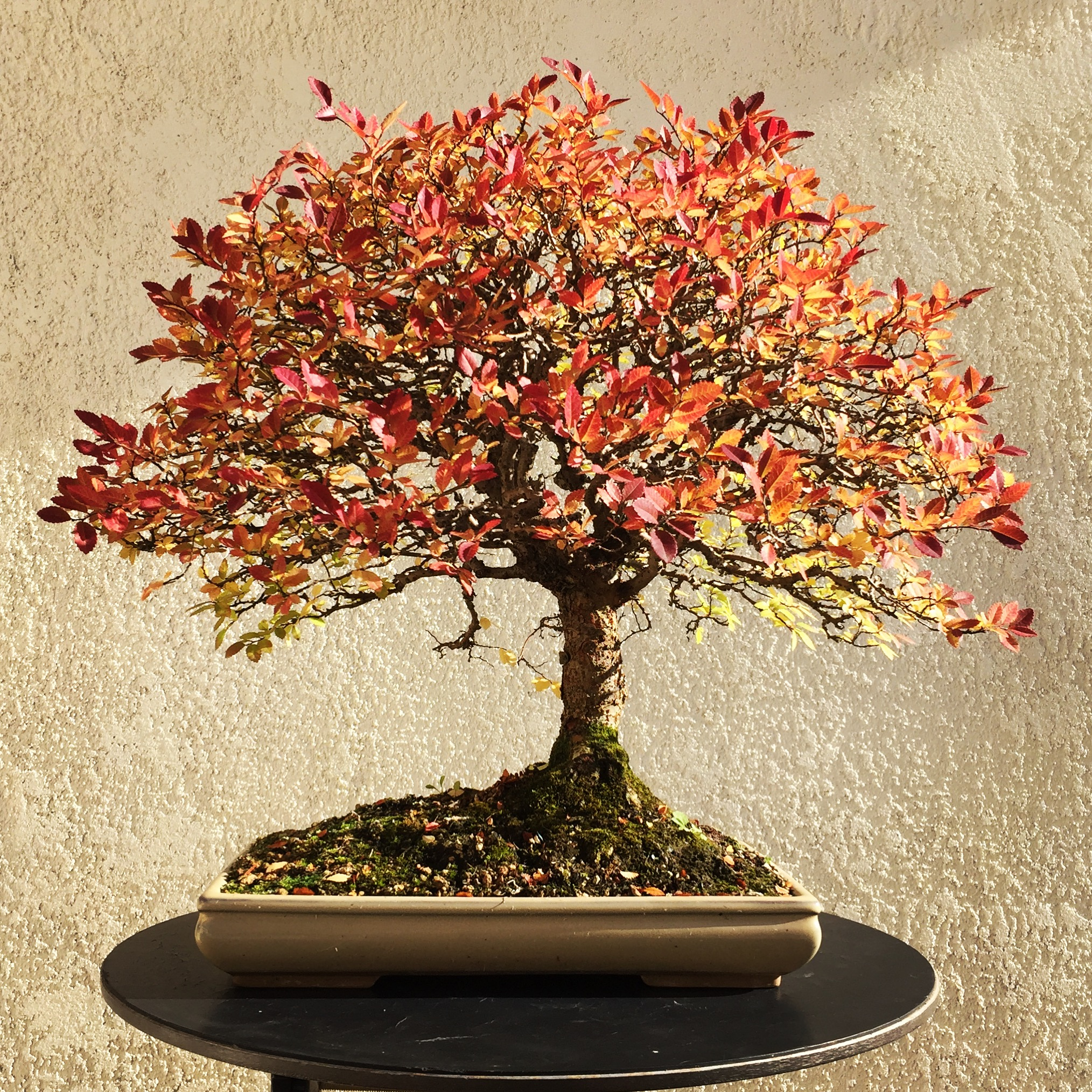
Style balai ici un orme japonais.

C'est un style que l'on peut aisément associer aux arbres solitaires présents dans les prés, qui profitent de l’espace et de la lumière pour s'élargir.

#### Fukinagashi
Le style Fukinagashi semble battu par le vent. À la différence du Shakan, les branches et le tronc expriment un même mouvement. C'est le seul style pour lequel on admet que les branches croisent le tronc.
C'est un style que l'on peut associer aux arbres du bord de mer ou de hautes montagnes, battus par des vents forts qui arrachent les branches et même l'écorce des zones les plus touchées.

#### Neagari
Pour style le Neagari, les racines sont exposées au-dessus du niveau de terre.

#### Sekijojû
Le style Sekijojû possède des racines qui enserrent la roche avant de plonger dans la terre. Cette situation est observable en milieu naturel, particulièrement en montagne où l'arbre a poussé sur une pierre et ensuite l'érosion a progressivement mis ses racines à nu.

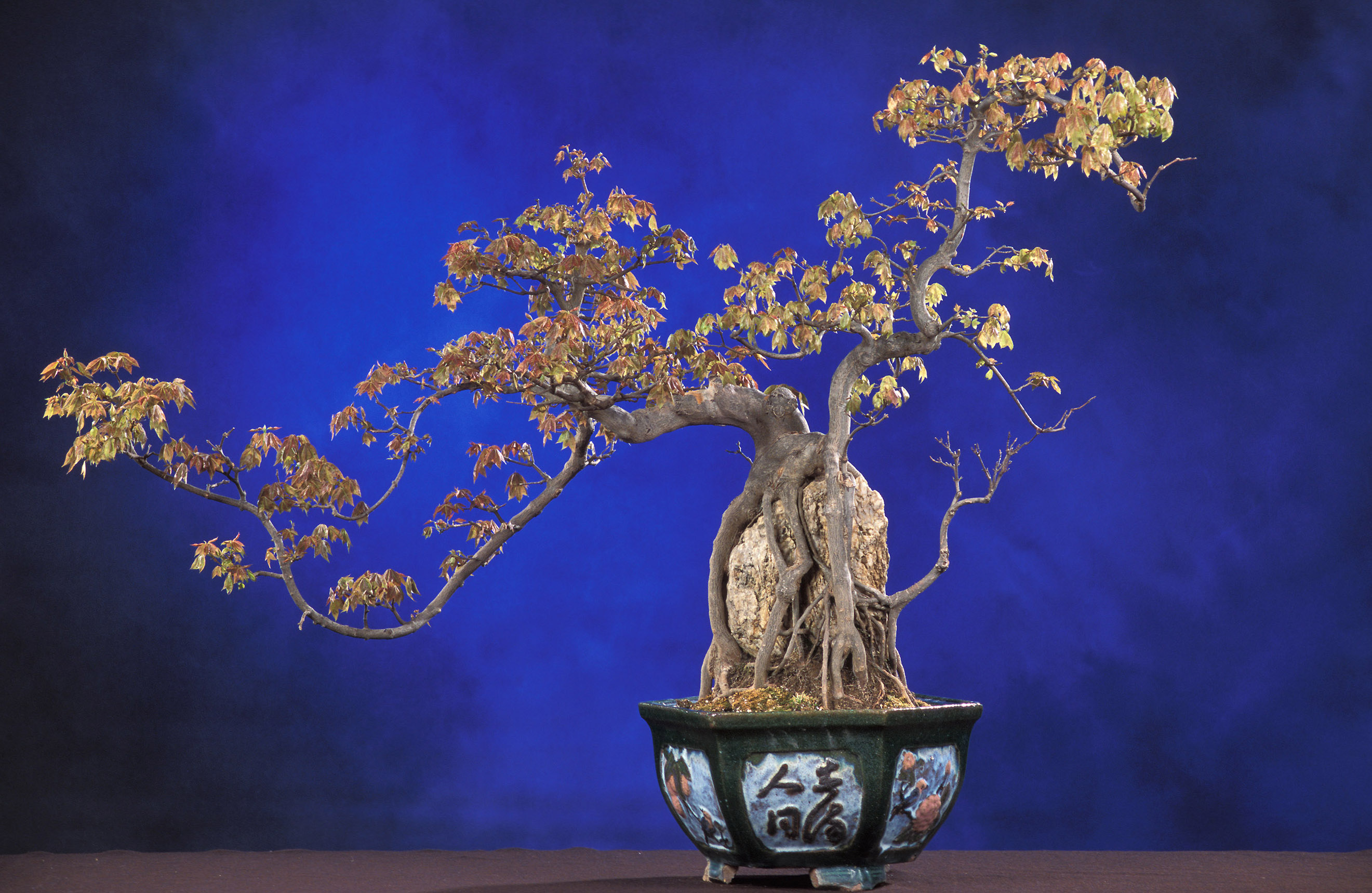
Acer de style Sekijojû.

#### Ishitsuki
Pour le style Ishitsuki, l'arbre (ou les arbres) est planté dans la roche ; celle-ci contenant de la terre. Ce style représente les îlots rocheux qui bordent les côtes du japon.

#### Sabamiki

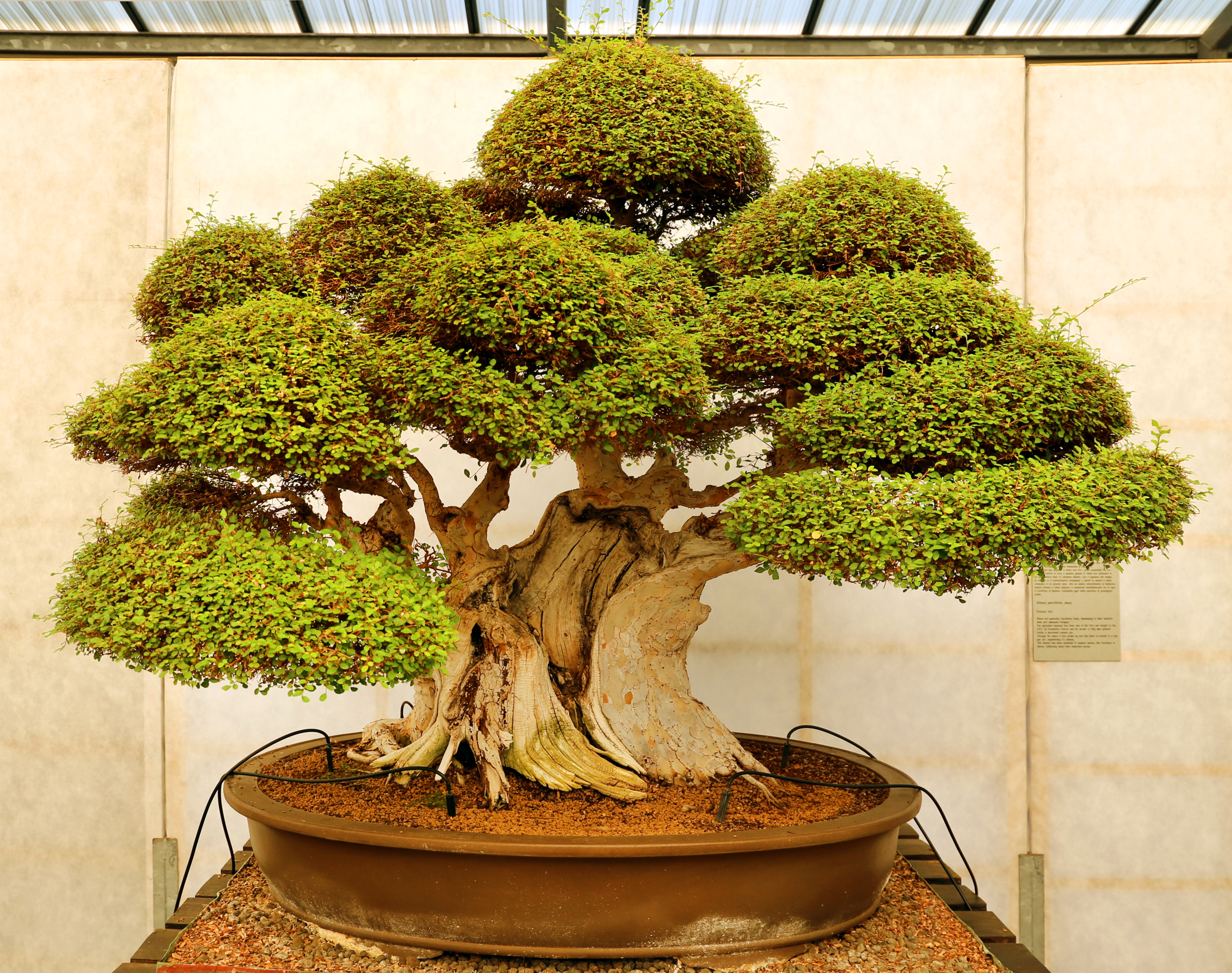
Sabamiki style.

Le style Sabamiki possède un tronc fendu et déchiré.

#### Sharimiki
Le style Sharimiki possède un tronc écorcé à la façon des arbres soumis à des catastrophes naturelles.

#### Nejikan
Le tronc du style Nejikan est partiellement tortueux, parfois enroulé sur lui-même comme le fait le grenadier dans certains cas.

#### Takozukuri
Le tronc du style Takozukuri et les branches sont sinueux. Il peut s'apparenter au style dit du Burton.

#### Bonkei ou Saikei
Les styles Bonkei ou Saikei sont des paysages miniatures. Le Saikei contient des plantes vivantes, contrairement au Bonkei.

#### Troncs multiples
Plusieurs noms de styles sont donnés en fonction du nombre de troncs : 1 : Tankan, 2 : Sokan, 3 : Sankan, 5 : Gokan, 7 : Nanakan, 9 : Kyukan, + de 9 : Tsukami-Yose.
Les spécificités sont :
- Kabudachi : Troncs groupés sur une racine.
- Kôrabuki : Troncs groupés sur une souche en forme de carapace de tortue.
- Nestsunagari : Plusieurs troncs sortent d’une racine sinueuse. Les ormes créent souvent cet aspect dans la nature.
- Ikadabuki :

Tronc en radeau, l’arbre, couché par terre crée de nouveaux troncs avec ses branches. Représente un arbre tombé qui repart sur ses branches pour en faire ses nouveaux troncs, situation facilement observable dans les forets de feuillus.
- Plantations de groupes :

Nom donné en fonction du nombre d’arbres : 2 : Soju, 3 : Sambon Yose, 5 : Gohon Yose, 7 : Nanahon Yose, 9 : Kyuhon Yose, + de 9 : Yose-ue. C'est le style le plus difficile à réaliser car il faut créer un ensemble et non un individu.

## Âge des bonsaïs
Les bonsaïs peuvent atteindre un âge très respectable, exactement comme les arbres de pleine nature. Le plus vieux bonsaï connu serait un Pinus parviflora, datant de l'an 1500, et toujours visible au Takagi Bonsai Museum de Tokyo[réf. nécessaire].
Au fil des années, les techniques ont évolué, ce qui permet à l'amateur de changer la hauteur et la direction de la croissance de l'arbre, et dans certains cas de nanifier le feuillage de la même façon que l'arbre. Aujourd'hui, la culture des bonsaïs est un art de la sculpture vivante. Il y a certaines formes classiques et traditionnelles que l'on peut trouver et suivre.

## Commerce des bonsaïs

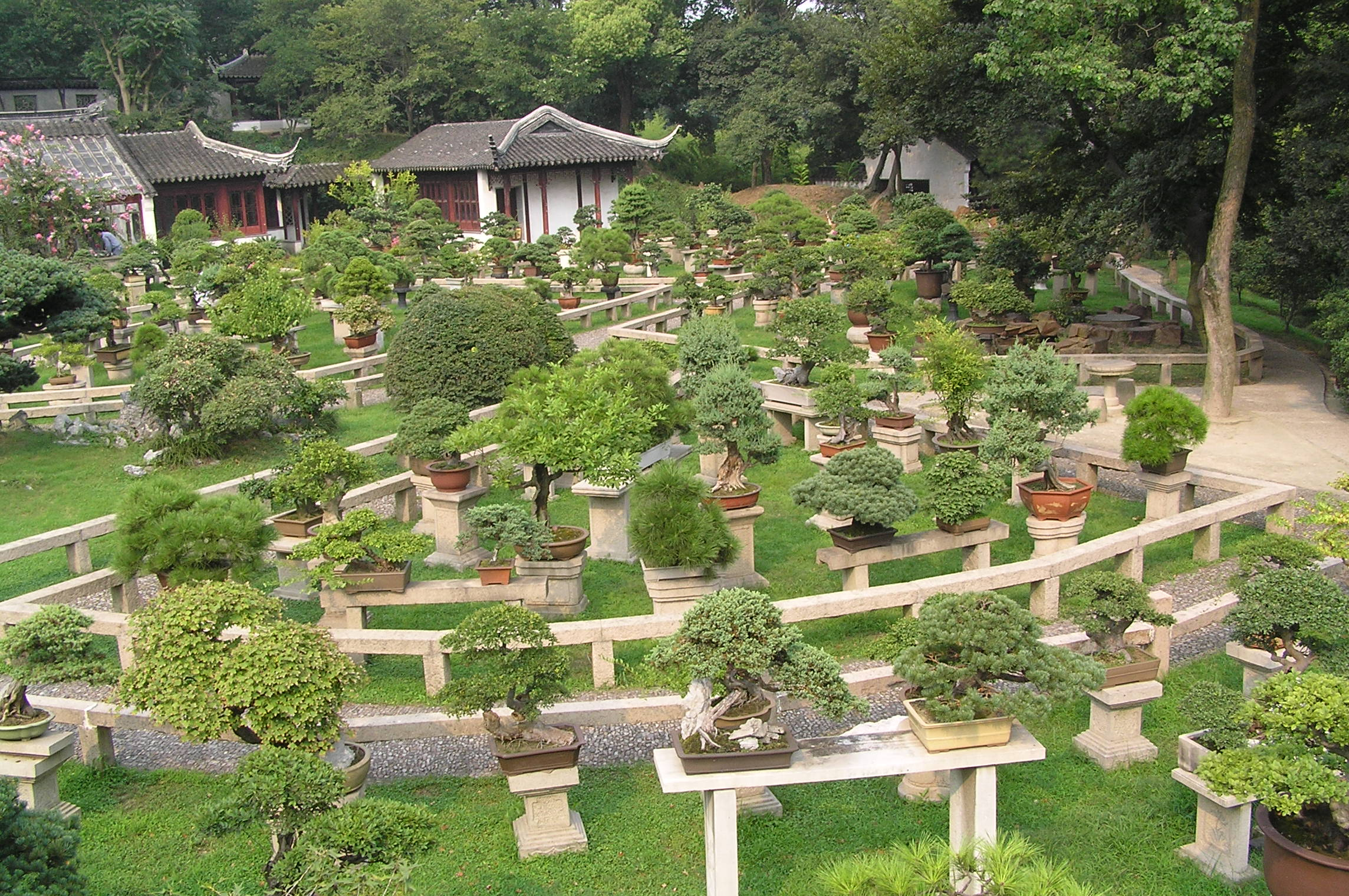
Exposition de bonsaïs en Chine.

Il existe deux filières de production distinctes pour les bonsaïs.

### Production de masse
En provenance d'Asie, la production de masse alimente les supermarchés européens en petits arbres peu onéreux. Les anglophones les surnomment péjorativement Mall-Saï, c’est-à-dire bonsaïs de supermarché.

### Production artisanale
Cette production provient de quelques pépinières de luxe ou d'artisanat local, où les arbres sont nettement plus chers et beaucoup plus beaux. Les amateurs fortunés déboursent jusqu'à plusieurs dizaines de milliers d'euros pour un beau sujet.
Au Japon, les bonsaïs sont notamment produits dans l'arrondissement Ōmiya-ku à Saitama au nord du grand Tokyo, et dans le quartier Kinashi à Takamatsu. Il existe quelques boutiques en France métropolitaine.

## Exposition
Chaque année a lieu à Tokyo au musée d'art métropolitain de Tokyo la Kokufū bonsai ten (国風盆栽展), où sont exposés les plus beaux bonsaïs du monde. Lors de ce genre d'exposition, les bonsaïs sont souvent présentés, associés à un kusamono.
Dans de nombreux pays, les fédérations nationales organisent un congrès annuel où les amateurs et les professionnels peuvent venir présenter leurs œuvres.

## Espèces utilisées
Contrairement à certaines idées reçues, les bonsaïs ne sont pas obtenus à partir d'arbres spécifiques. Un bonsaï peut être créé à partir de n'importe quelle essence d'arbre ou d'arbuste ligneux. Mais certaines espèces sont plus couramment utilisées, notamment les essences d'arbres à petites feuilles à l'état naturel, qui seront donc plus simples à nanifier que les autres. Les essences les plus classiques sont les pins noirs japonais (Pinus thunbergii), les pins à cinq aiguilles (Pinus pentaphylla ou Pinus parviflora au Japon), les genévriers (Juniperus chinensis var. Sargentii), les ormes de Chine et les érables japonais.

### Espèces rustiques les plus courantes

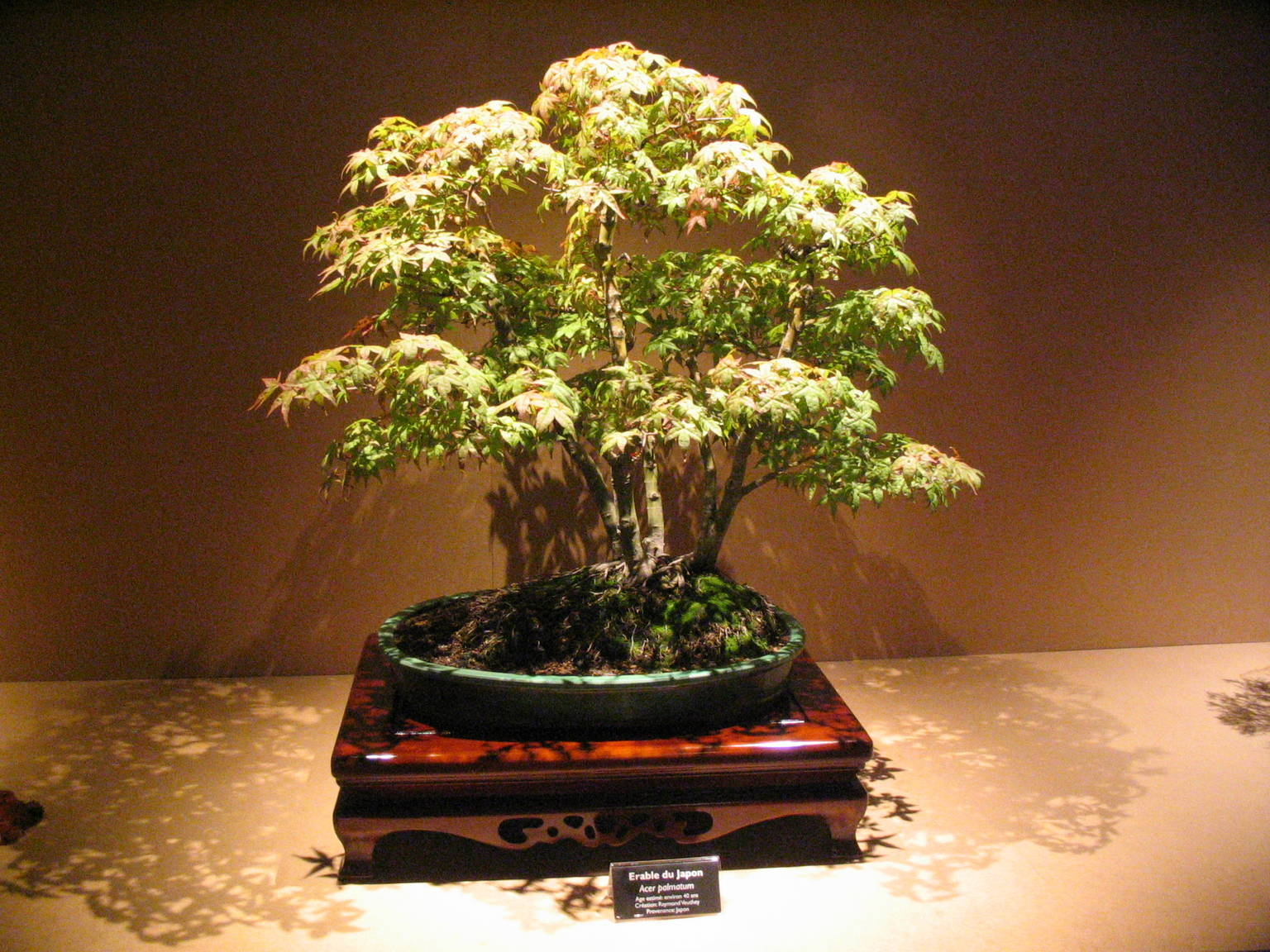
Forêt d'érables japonais (Acer palmatum).

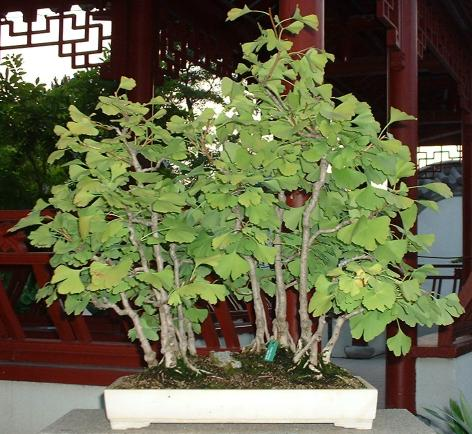
Forêt de Ginkgo biloba.

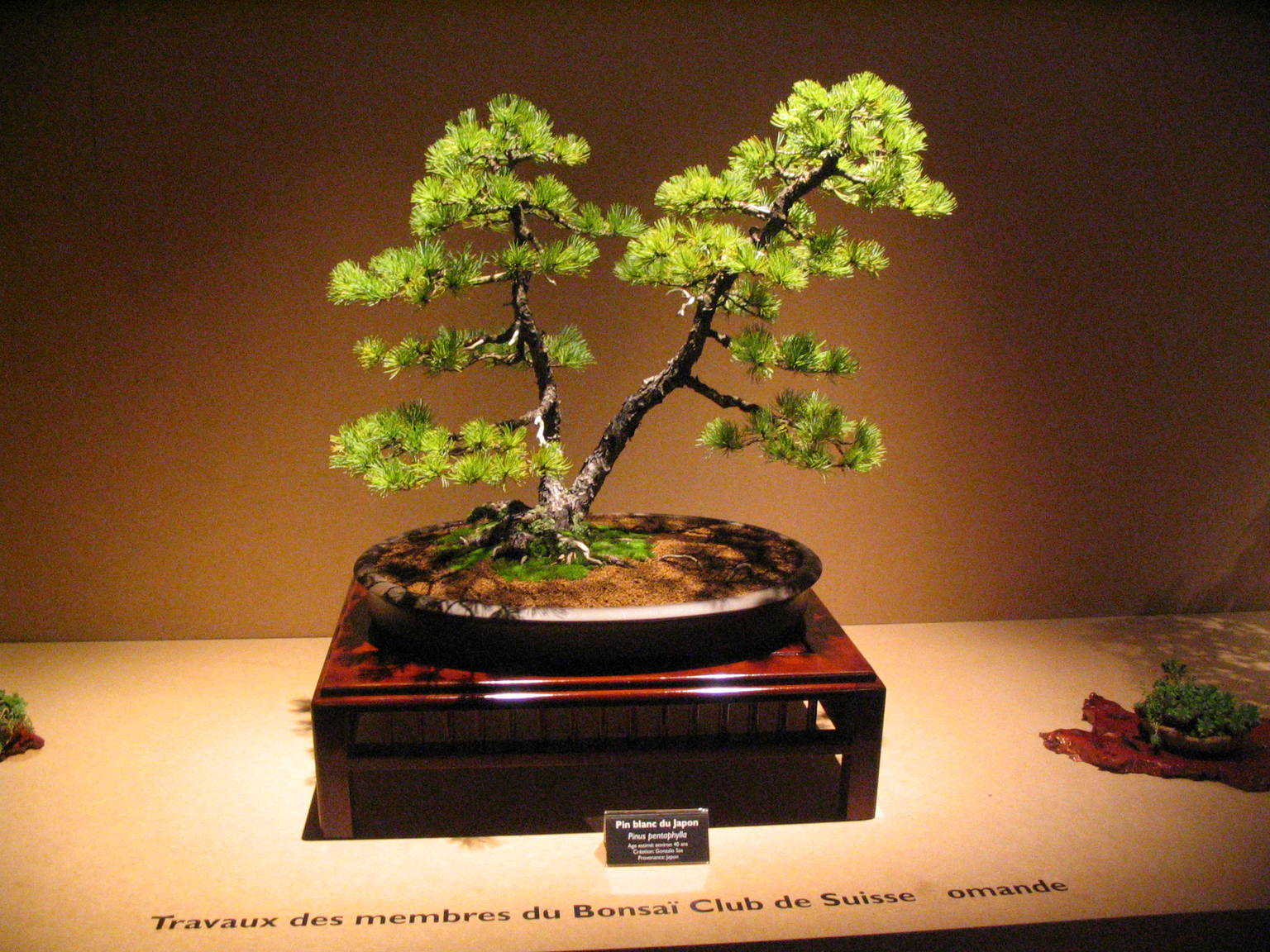
Bonsaï de pin blanc du Japon (Pinus parviflora).

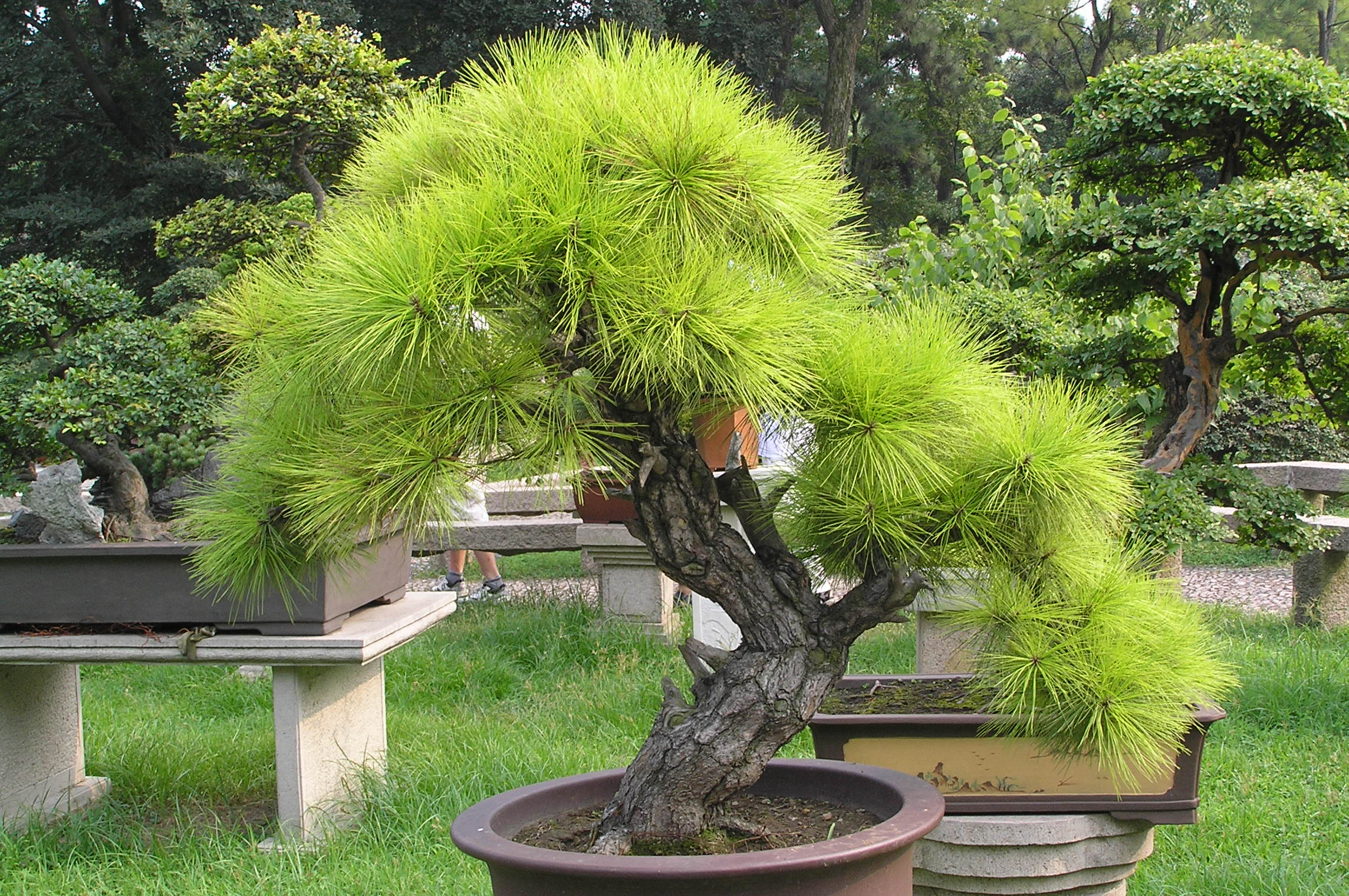
Bonsaï de Pinus.

- Abies alba - (Sapin blanc ou Sapin Argenté)
- Acer buergerianum - (Érable trident ou Érable de Bürger)
- Acer campestre - (Érable champêtre)
- Acer ginnala - (Érable du fleuve Amour)
- Acer monspessulanum - (Érable de Montpellier)
- Acer palmatum - (Érable du Japon)
  - Acer palmatum var. atropurpureum - (Érable pourpre du Japon)
- Acer rubrum - (Érable rouge)
- Alnus - (Aulne)
- Amelanchier canadensis
- Arbutus - (Arbousier)
- Berberis vulgaris - (Épine-vinette)
- Betula - (Bouleau)
- Buxus - (Buis)
- Carpinus betulus - (Charme ou Charmille dans certaines pépinières)
- Carpinus laxiflora - (Charme)
- Cedrus - (Cèdre)
- Celtis chinensis - (Micocoulier de Chine)
- Chaenomeles japonica - (Cognassier du Japon)
- Chaenomeles speciosa
- Chamaecyparis - (Faux Cyprès)
- Cotoneaster - (Cotonéaster)
- Crataegus laevigata - (Aubépine)
- Cryptomeria japonica - (Cèdre du Japon)
- Cupressus - (Cyprès)
- Enkianthus
- Elaeagnus angustifolia - (Olivier de Bohême)
- Euonymus europaeus - (Fusain)
- Fagus sylvatica - (Hêtre commun) et autres hêtres
- Fraxinus - (Frêne)
- Ginkgo biloba - (Ginkgo ou Arbre aux 40 écus)
- Gleditsia triacanthos - (Févier épineux)
- Hedera helix - (Lierre grimpant)
- Ilex crenata - (Houx Japonais)
- Jasminum nudiflorum - (Jasmin d'hiver)
- Juniperus chinensis - (Genévrier de Chine)
- Juniperus procubens
- Juniperus rigida
- Juniperus sabina - (Genévrier sabine)
- Lagerstroemia indica - (Lilas d'été)
- Larix decidua - (Mélèze)
- Ligustrum  - (Troène)
- Liquidambar styraciflua - (Copalme d'Amérique)
- Lonicera - (Chèvrefeuille)
- Magnolia
- Malus - (Pommier, variétés à petits fruits)
- Metasequoia - (Métaséquoïa)
- Nothofagus
- Olea europaea - (Olivier)
- Parthenocissus tricuspidata - (Lierre japonais)
- Picea - (Épicéa)
- Pinus - (Pin blanc du Japon)
- Pinus parviflora - (pin)
- Potentilla fruticosa ou Dasiphora fruticosa - (Potentille ligneuse)
- Prunus mume - (Abricotier du Japon)
- Prunus serrulata - (Cerisier du Japon)
- Pseudocydonia sinensis - (Cognassier de Chine)
- Punica granatum - (Grenadier)
- Pyracantha - (Buisson ardent)
- Quercus robur - (Chêne pédonculé)
- Quercus ilex - (Chêne vert)
- Salix - (Saule)
- Stewartia
- Tamarix - (Tamaris)
- Taxus - (If)
- Ulmus pumila - (Orme de Sibérie)
- Ulmus elegantissima
- Ulmus minor - (Orme à petites feuilles)
- Ulmus parvifolia - (Orme de Chine)
- Wisteria - (les « glycines »)
- Zelkova serrata - (Zelkova du Japon)
- Zelkova carpinifolia - (Orme du Caucase)
- Zelkova nire

### Bonsaïs d'orangerie
Ces bonsaïs requièrent une protection hors gel en hiver.
- Araucaria heterophylla - (Pin de Norfolk)
- Bougainvillea - (Bougainvillée)
- Camellia japonica - (Camélia du Japon)
- Carmona microphylla, Carmona retusa
- Fortunella hindsii - (Oranger nain)
- Fuchsia fulgens
- Gardenia jasminoides - (Gardenia)
- Ilex serrata - (Houx denté)
- Jacaranda mimosifolia - (Flamboyant bleu)
- Myrtus communis
- Nandina domestica - (bambou sacré ou  bambou de la félicité)
- Operculicarya decaryi - (Faux poivrier du Japon)
- Rhododendron indicum - (Azalée)
- Sageretia theezans
- Serissa foetida - (Arbre aux 1000 étoiles, Neige de juin)
- Ulmus parvifolia - (Orme de Chine)
- Zanthoxylum piperitum - (Poivrier du Sichuan)

### Bonsaïs de serre chaude

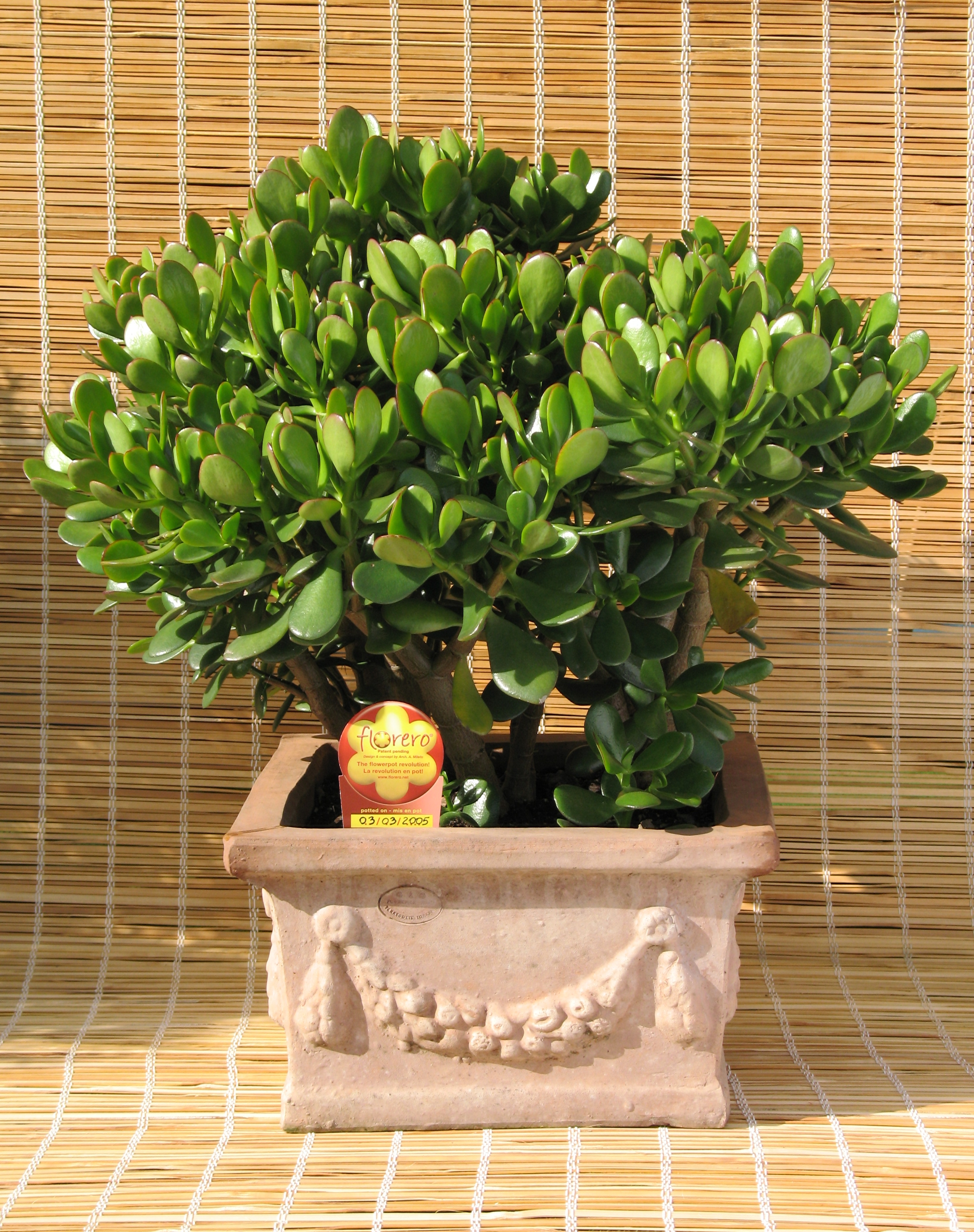
Bonsaï de Crassula ovata.

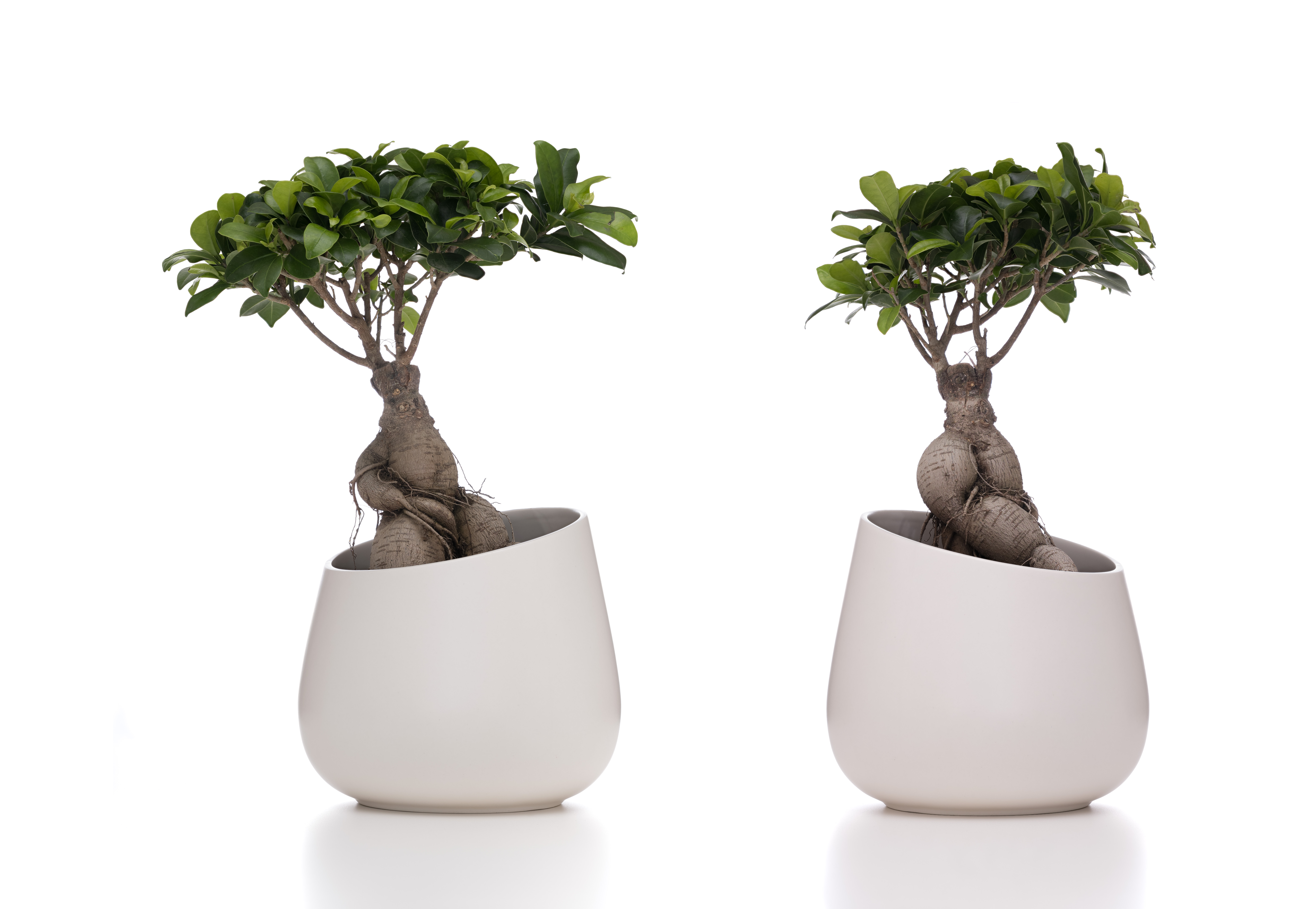
Bonsaï de ficus microcarpa vu depuis deux angles différents.

Ces arbres requièrent un local où la température ne descend pas en dessous de 10 °C en hiver.
- Adenium obesum - (Rose du désert)
- Carmona
- Crassula tels que Crassula arborescens ou Arbre de Jade
- Cissus antarctica - (Vigne d'Australie)
- Euphorbia tels que Euphorbia balsamifera ou Euphorbia canariensis
- Eugenia cauliflora ou Syzygium ou encore Myrciaria - (Prunier de Java)
- Ficus benjamina - (Figuier pleureur)
- Ficus microcarpa - (figuier à petites feuilles)
- Grevillea robusta - (Fougère en arbre)
- Lantana camara
- Malpighia coccigera - (Cerisier des Antilles)
- Myrciaria cauliflora - (Jaboticaba)
- Murraya paniculata - (Buis de Chine)
- Podocarpus macrophyllus - (Pin des bouddhistes)
- Polyscias fruticosa - (Aralia Ming)
- Portulacaria tels que Portulacaria afra - (Pourpier en arbre)
- Schefflera actinophylla